# Higher (canção de The Saturdays)
"Higher" é uma canção do girl group britânico de The Saturdays, presente no EP Headlines. Ela foi oficialmente lançada como segundo single do EP primeiramente no formato de digital, em novembro de 2010, no Reino Unido.[carece de fontes?] Foi lançada para as rádios britânicas em 16 de setembro de 2010.

## Faixas e formatos
CD single
1. "Higher" (featuring Flo Rida) - 3:19
2. "Had It with Today" - 3:14 (Escrito por Una Healy)[3]

Digital EP
1. "Higher" (featuring Flo Rida) - 3:18
2. "Higher" (7th Heaven Remix & Production Remix Radio Edit) - 3:49
3. "Higher" (Stonebridge Remix Radio Edit) - 3:24
4. "Higher" (Fascination Remix Radio Edit) - 3:36
5. "Higher" (Ultimate Remix Radio Edit) - 3:50 [iTunes only][5]